# The Del-Vikings
The Del-Vikings (також відомий як The Dell-Vikings) — американський ду-вап музичний гурт, який записав кілька хіт-синглів у 1950-х роках і продовжував записувати та гастролювати з різними складами в наступні десятиліття. Гурт відомий своїми хітами «Come Go with Me» і «Whispering Bells», а також тим, що вона була успішною расово змішаним музичним гуртом в період часу, коли такі гурти були рідкістю.

## Історія

### Створення та рання слава
The Del-Vikings були створені в 1955 році військовослужбовцями ВПС США, дислокованими в Піттсбурзі, штат Пенсильванія, Кларенсом Квіком, Кріппом Джонсоном, Доном Джексоном, Семюелем Патерсоном, Бернардом Робертсоном і гітаристом Джо Лопесом. Оскільки всі учасники гурту служили в збройних силах, гурт постійно ризикував бути розірваним через те, що їхні учасники перебували в інших місцях. Це сталося невдовзі після створення гурту, коли Патерсона і Робертсона відправили до Німеччини. Їх замінили баритон Девід Лерчі, перший білий учасник гурту, та тенор Норман Райт. До того, як приєднатися до The Del-Vikings, Райт разом з Лоуренсом «Принцом» Ллойдом заснував гурт The Valverteens з авіабази Амарілло, штат Техас, яка називалася The Valverteens. Невдовзі Дон Джексон покинув гурт і був замінений Гасом Бакусом, другим білим учасником гурту.
Назву гурту придумав Кларенс Квік. Деякі джерела стверджують, що учасники гурту читали про вікінгів, а префікс «Del» був «доданий, щоб надати назві гурту атмосферу таємничості». Інше припущення полягає в тому, що Кларенс Квік знав про баскетбольну команду в Брукліні, Нью-Йорк, під назвою «Вікінги» і запропонував назву. Назва також могла походити від популярного видавництва «Вікінг Прес», видавця книг у м'якій обкладинці, які полюбляли читати учасники гурту.
Їхнім першим хітом стала пісня «Come Go With Me», випущена на лейблі Fee Bee Records під каталожним номером FB-205. Наприкінці січня 1957 року Dot Records перевидала «Come Go With Me» під номером Dot 45-15538. Пісня була написана Кларенсом Квіком. Пісня стала хітом, досягнувши 5-го місця в американському хіт-параді Billboard Top 100 Pop Charts (попередник створеного в 1958 році чарту Billboard Hot 100).) Було продано понад мільйон копій і нагороджено золотим диском. Пісня пізніше звучала у фільмах «Американські графіті» (1973), «Закусочна» (1982), «Залишся зі мною» (1986), «Джо проти вулкана» (1990) та «Налаштуй це» (2018). Журнал Rolling Stone помістив «Come Go With Me» під номером no. 449 у своєму списку 500 найкращих пісень усіх часів.
The Dell-Vikings також випустили «Whispering Bells» у травні 1957 року, з Кріппом Джонсоном на вокалі (лейбл The Dot називав Джонсона «Krips Johnson».) «Whispering Bells» досягла № 5 в американському R&B чарті та № 9 в американському поп-чарті в 1957 р. «Whispering Bells» прозвучала у фільмі «Залишся зі мною» 1986 р. і увійшла до саундтреку фільму. Джонсон також заспівав вокальну партію на бі-сайді «Don't Be A Fool».